# Jag vill höra, o Herre, din röst
Jag vill höra, o Herre, din röst är en psalm med text och musik skriven 1970 av Lennart Jernestrand.

## Publicerad i
- Segertoner 1988 som nr 478 under rubriken "Att leva av tro - Bönen".[1]